# Nelken-Sommerwurz
Die Nelken-Sommerwurz (Orobanche caryophyllacea), auch Gewöhnliche Sommerwurz oder Labkraut-Sommerwurz genannt, ist eine Pflanzenart aus der Gattung der Sommerwurzen (Orobanche) in der Familie der Sommerwurzgewächse (Orobanchaceae).

## Beschreibung

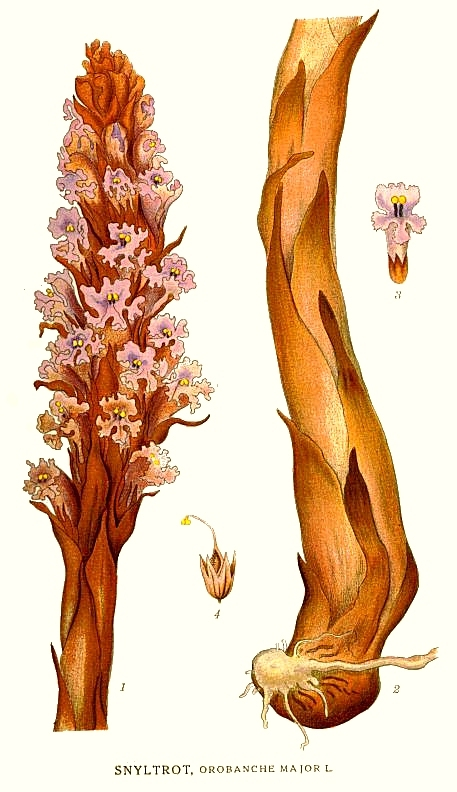
Illustration

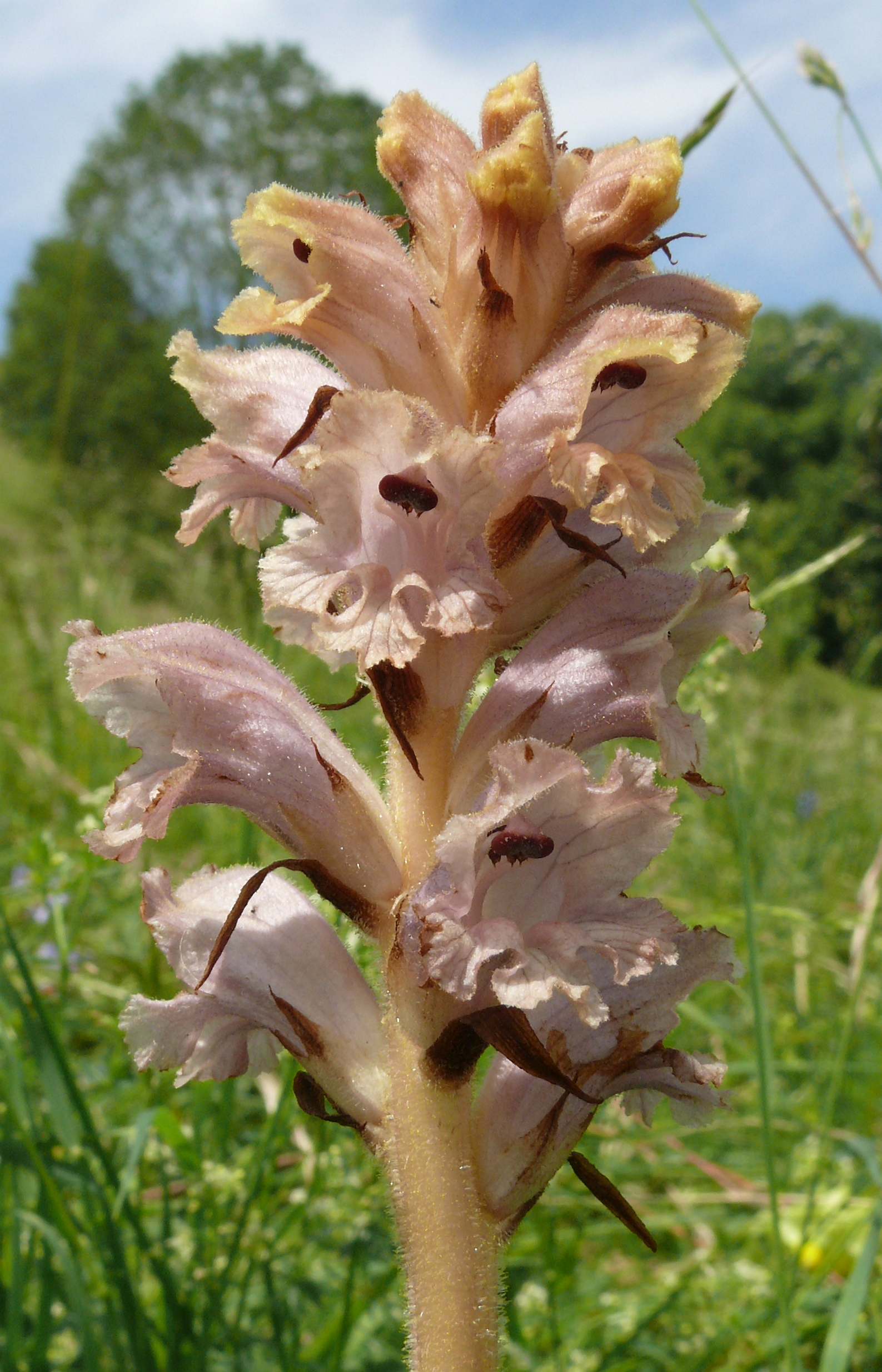
Blütenstand und zygomorphe Blüten

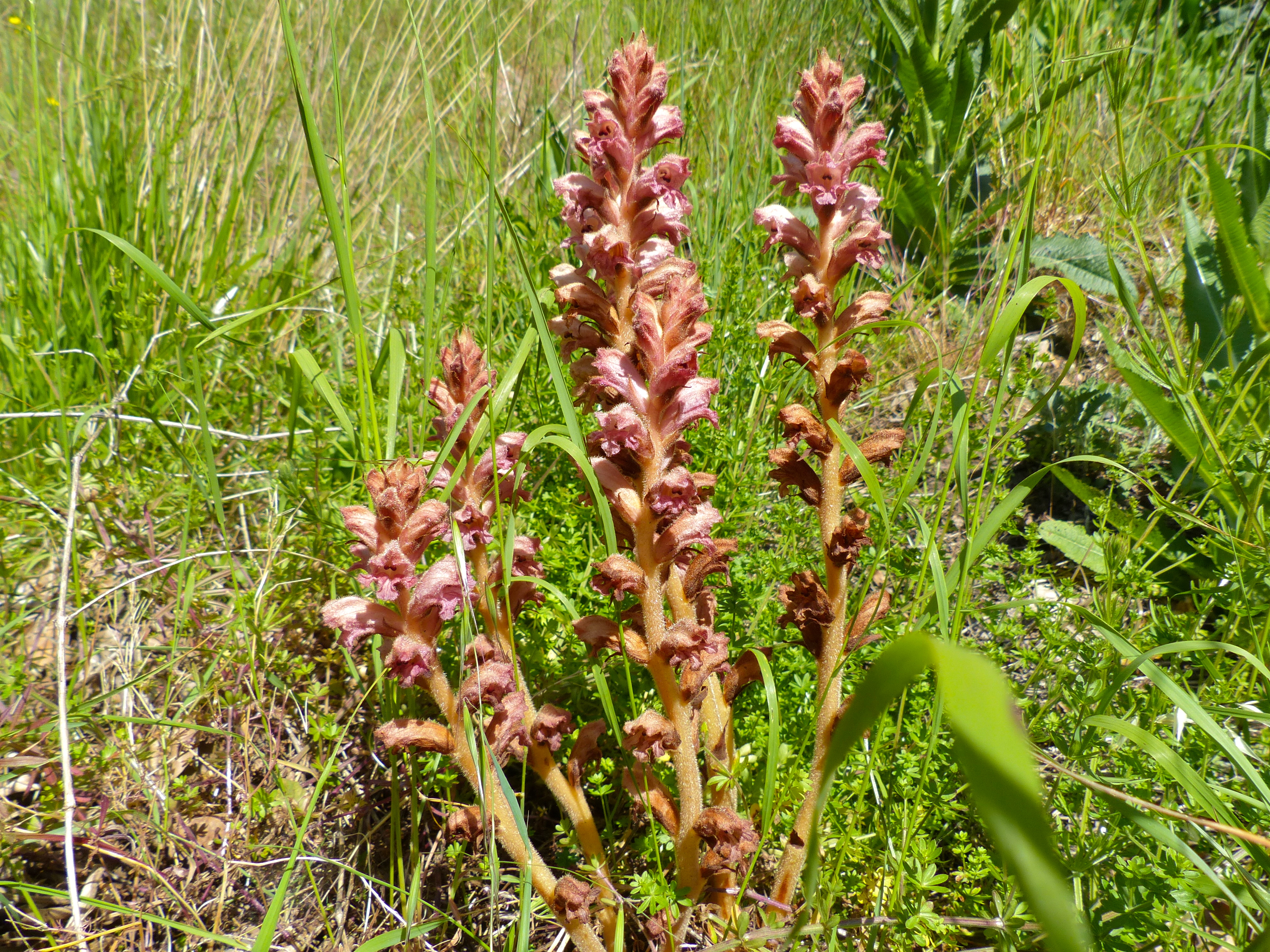
Habitus im Habitat

### Vegetative Merkmale
Die Nelken-Sommerwurz ist eine ausdauernde krautige Pflanzen, die Wuchshöhen von 10 bis 60 Zentimetern erreicht. Der drüsig behaarte und schuppige Stängel ist gelblich oder lila gefärbt.

### Generative Merkmale
Mit einer Blütezeit ab Anfang Mai gehört Orobanche caryophyllacea neben Orobanche lutea zu den am frühesten blühenden Sommerwurz-Arten. Die Blüten befinden sich in einem ährigen Blütenstand.
Die recht großen Blüten riechen stark nach Gewürznelken. Die zwittrige Blüte ist zygomorph mit doppelter Blütenhülle. Der drüsige Kelch ist zweiteilig mit meist zweispaltigen Hälften. Die zweilippige Krone ist 20 bis 35 Millimeter lang, weißlich, hellgelblich bis rötlich-braun und auf der zweilappigen Oberlippe mit hellen Drüsenhaaren besetzt, die dreilappige Unterlippe ist bewimpert. Die Staubfäden sind bis zur Mitte zottig, drüsenlos behaart, oben drüsenhaarig. Der Griffel ist oberseits drüsenhaarig. Die zweilappige Narbe ist dunkel-rotviolett bis violett-bräunlich gefärbt.
Die Chromosomenzahl beträgt 2n = 38.

## Ökologie
Die Nelken-Sommerwurz ist ein Vollschmarotzer, der auf Arten aus der Familie Rötegewächse (Rubiaceae) parasitiert (z. B. die Gattungen Galium, Asperula). Sie besitzt keine Chloroplasten und kann keine Photosynthese betreiben, sie ist daher vollständig auf die Ernährung durch ihre Wirte angewiesen (Holoparasit). Ihr schnelles Wachstum wird durch die in der Wurzelknolle gespeicherten Reservestoffe ermöglicht.
Die Nelken-Sommerwurz ist auch unter dem Namen Labkraut-Würger bekannt. Dies rührt daher, dass diese Pflanzenart kein Blattgrün bildet (also keine Photosynthese betreibt) und sich vollparasitisch ernährt, indem sie die Wurzeln von Arten der Gattung Galium (z. B. Galium verum, Galium glaucum, Galium mollugo, seltener auch Asperula-Arten) anzapft und so Assimilate „stiehlt“.

## Vorkommen
Die Nelken-Sommerwurz ist in Nordafrika und in Eurasien verbreitet. Es gibt Fundortangaben für von Marokko, Algerien, Portugal, Spanien, Frankreich, Italien, die Balkanhalbinsel, Rumänien, Osteuropa, Mitteleuropa, Großbritannien, Norwegen, Westasien, Zentralasien, den Kaukasusraum, Pakistan und Xinjiang.
In Mitteleuropa wächst die Nelken-Sommerwurz auf Wiesen, Trockenrasen, Felsfluren und wärmebegünstigten Säumen, Wald- und Wegesrändern. Der Boden ist mäßig trocken bis frisch, meist kalkhaltig und mäßig nährstoffreich. Sie kommt in Mitteleuropa vor allem in Pflanzengesellschaften der Verbände Mesobromion oder Geranion sanguinei vor.
Die Nelken-Sommerwurz ist in Mitteleuropa in Höhenlagen bis zu 1000 Metern zu finden.
Die ökologischen Zeigerwerte nach Landolt et al. 2010 sind in der Schweiz: Feuchtezahl F = 2 (mäßig trocken), Lichtzahl L = 4 (hell), Reaktionszahl R = 4 (neutral bis basisch), Temperaturzahl T = 4+ (warm-kollin), Nährstoffzahl N = 2 (nährstoffarm), Kontinentalitätszahl K = 4 (subkontinental).